# Solo quédate en silencio
Solo quédate en silencio è un singolo del gruppo musicale messicano RBD, pubblicato nel 2004 ed estratto dall'album Rebelde.

## Tracce
1. Solo quédate en silencio (Original Version)
2. Fique em silêncio (Solo quédate en silencio Portuguese Version)
3. Solo quédate en silencio (Hollywood Version - Acoustic)
4. Keep It Down Low (Solo quédate en silencio English Version)
5. Solo quédate en silencio (Wal*Mart Soundcheck Version)
6. Solo quédate en silencio (Official Remix Version)